# Římskokatolická farnost Terezín
Římskokatolická farnost Terezín (lat. Theresiopolis) je církevní správní jednotka sdružující římské katolíky na území města Terezín a v jeho okolí. Organizačně spadá do litoměřického vikariátu, který je jedním z 10 vikariátů litoměřické diecéze. Centrem farnosti je kostel Vzkříšení Páně v Terezíně.

## Historie farnosti
Od roku 1810 byly v lokalitě vedeny matriky. Farnost byla zřízena od roku 1842, po zřízení terezínského ghetta byla farnost nacistickou správou roku 1942 zrušena. Vzhledem k obnově běžného života v Terezíně byla farnost k 1. lednu 1947 obnovena.

### Osobnosti ve farnosti

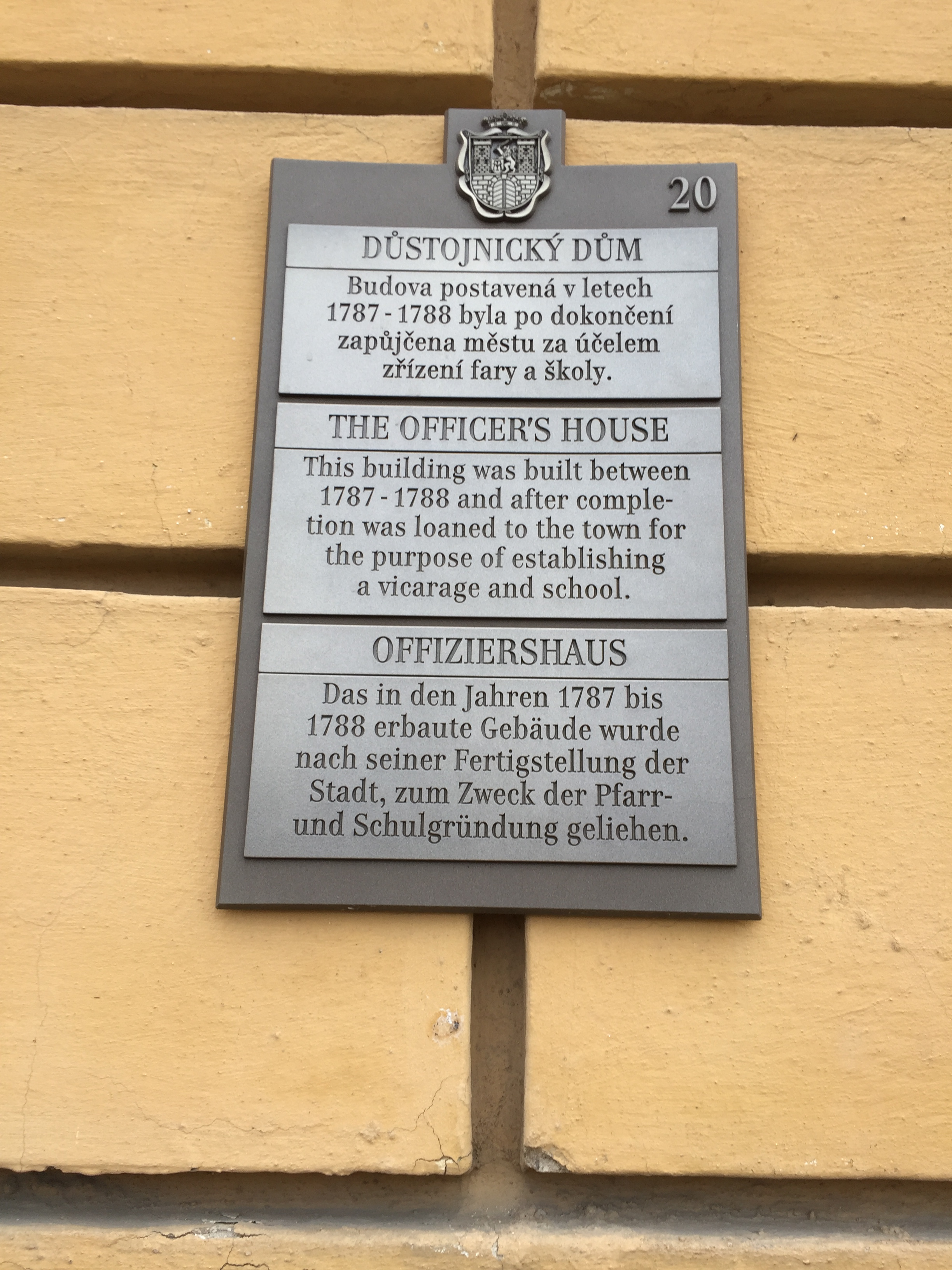
Deska na důstojnickém domě v Terezíně na náměstí, který sloužil též jako fara

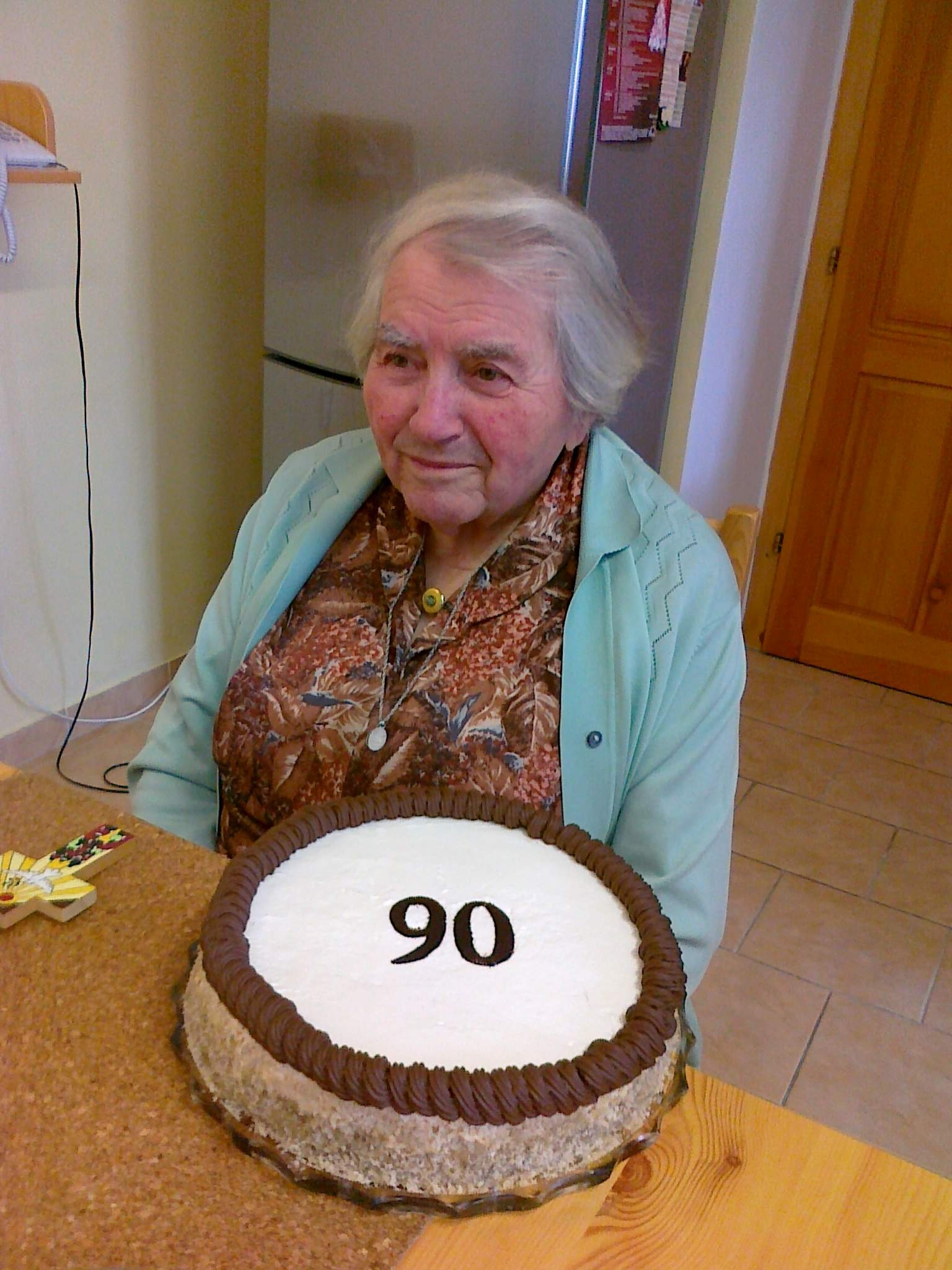
Marie Polcrová při oslavě 90. narozenin v rezidenci litoměřického biskupa

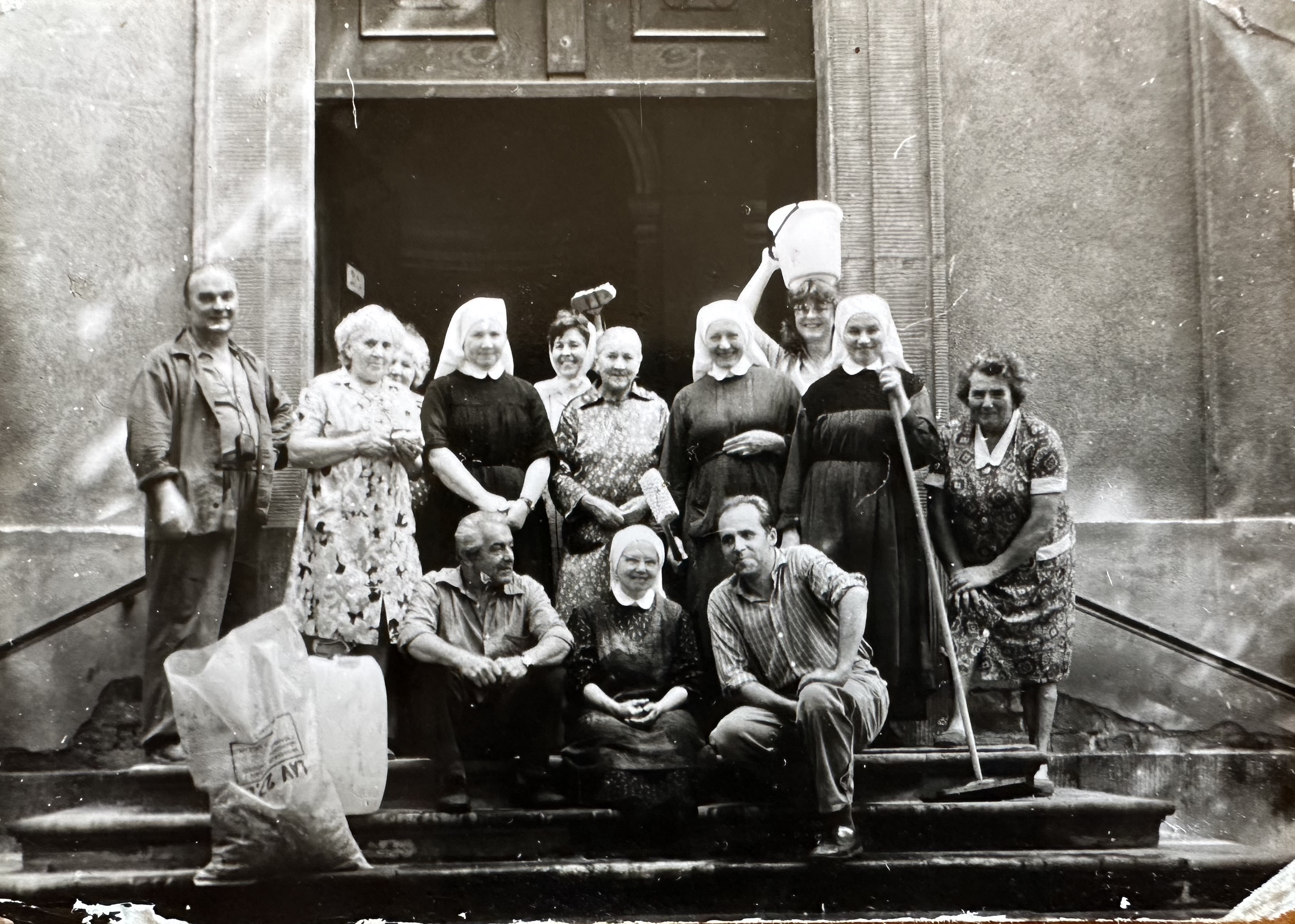
Úklid kostela v Terezíně v září 1981

Od roku 1959 působil ve farnosti jako aktivní laik MVDr. Jan Horníček se svou manželkou. Po pádu komunistického režimu se stal starostou města Terezín a od 1. prosince 1994 začal působit ve farnosti v jáhenské službě. V 60. letech 20. století působily ve farnosti a terezínském domově se zvláštním režimem řeholní sestry z kongregace Milosrdných sester sv. Vincence de Paul, které byly někdy v 70. letech 20. století přesunuty do Bílé Vody, kde již velká část členek kongregace žila od 50. let 20. století. Dále v terezínské farnosti v období totality působila sr. Kubátová, varhaníci p. Legner a p. Antošová. O terezínský kostel pečovala také blízká spolupracovnice R.D. Vratislava Hartmanna sr. Marie Polcrová  a p. Kuldová. Lektorskou službu vykonával p. Král a p. Lukš.

### Duchovní správcové vedoucí farnost
Začátek působnosti jmenovaného v duchovní správě farnosti od roku:
- 1800 par. vacat (místo duchovního je neobsazené)
- 1813 Anton. Bauer, n. 17. 2. 1761 Turnov, o. 20. 7. 1786, † 23. 4. 1832
- 1831 Ioan. Ullbrich, n. 6. 1. 1781 Jiříkov, o. 30. 8. 1806
- 1838 Car. Schiffner, n. 11. 2. 1788 Veteroaquens (Mor.), o. 21. 12. 1810
- 1845 proto par. (první farář) Ludov. Leubner, n. 10. 1. 1801 Liberec, o. 27. 8. 1825, † 15. 2. 1857
- 1851 par. vacat, administrator intercalaris Karel Kerka
- 1852 Joan. Zuman, n. 24. 5. 1795 Bělens. o. 24. 8. 1819
- 1859 Anton. Renner, n. 8. 7. 1813 Mn. Hradiště, o. 3. 8. 1837, † 23. 3. 1876
- 1877 par. vacat, admin. int. Joann. Žďárský
- 1878 Jos. Ehl, n. 10. 7. 1820 Solnic. o. 25. 7. 1846, † 11. 6. 1894
- 1888 par. vacat, admin. int. Josef Bernat
- 1889 Josef Bernat, n. 15. 9. 1835 Modřice, o. 1. 8. 1859, † 16. 10. 1915
- 1895 par. vacat, admin. int. Franc. Voráček
- 1896 Anton. Náhlovský, n. 30. 12. 1843 Rovensko, o. 23. 7. 1870, † 21. 3. 1900
- 1898 par. vacat, admin. int. Josef Jan Brunclík
- 1899 Jos. Paska, n. 24. 3. 1864 Vysoké, o. 25. 3. 1888, † 11. 6. 1937
- 1930 par. vacat
- 1931 Jaroslav Dopita, n. 15. 11. 1879 Rudíkov, o. 5. 7. 1907, † 12. 4. 1936
  - 1931–1934 Felix Hoblík (duchovní 42. pěšího pluku)
- 1932 Mansv. Černý, n. 25. 2. 1902 Březinka, o. 29. 6. 1924, † 25. 12. 1976
- 1935 par. vacat admin. interc. Alois Frajt
- 1938 par. vacat admin. Joan. Langer
- 1939 par. vacat admin. interc. Alois Frajt
- 1. 1. 1947 Bronislav Ferdinand Jiříček, admin. exc. z Bohušovic[3]
- 15. 2. 1947 Alois Frajt
- 1. 9. 1952 Josef Mücke
- 7. 11. 1952 Hroznata Jan Svatek O.Praem.
- 16. 12. 1953 Ladislav Pokorný
- 1. 6. 1956 Hyeronym. Wenzel
- 1. 8. 1956 Petr Rajmund Holakovský OPraem.
- 1. 4. 1979 Vratislav Hartman
- 1. 7. 1985 Václav Horniak (do farnosti zajížděli vypomáhat při bohoslužbách z Litoměřic Václav Červinka a Milan Bezděk)
- 1. 6. 1986 Vladimír (Vlado) Jedlička
- 1. 4. 1990 Oldřich Kolář
- 1. 7. 1993 Ladislav Kubíček
  - 1. 12. 1994 – 30. 4. 2020 Jan Horníček, trvalý jáhen
- 15. 1. 1997 Milan Bezděk, výpomocný duchovní
- 1. 8. 1999 Milan Bezděk
- 1. 7. 2002 Milan Bronislav Čigáš O.Praem.
- 1. 8. 2010 Adrián Zemek O.Praem., admin. exc. a Zachariáš Kristek O.Praem., farní vikář
- 2. 8. 2012 Adrián Zemek O.Praem., admin. exc. a Martin Davídek, který vypomáhal při bohoslužbách
- 1. 9. 2015 Józef Szeliga, admin. exc. a Martin Davídek, který vypomáhal při bohoslužbách
- 1. 8. 2019 Wolfgang Karel Horák, O.Praem., administrátor
  - 1. 8. 2019 – 30. 6. 2020 Adrián Pavel Zemek, O.Praem., farní vikář
  - 1. 7. 2020 – ?2021 Jindřich Zdík Miroslav Jordánek, O.Praem., farní vikář[5]

#### Galerie duchovních

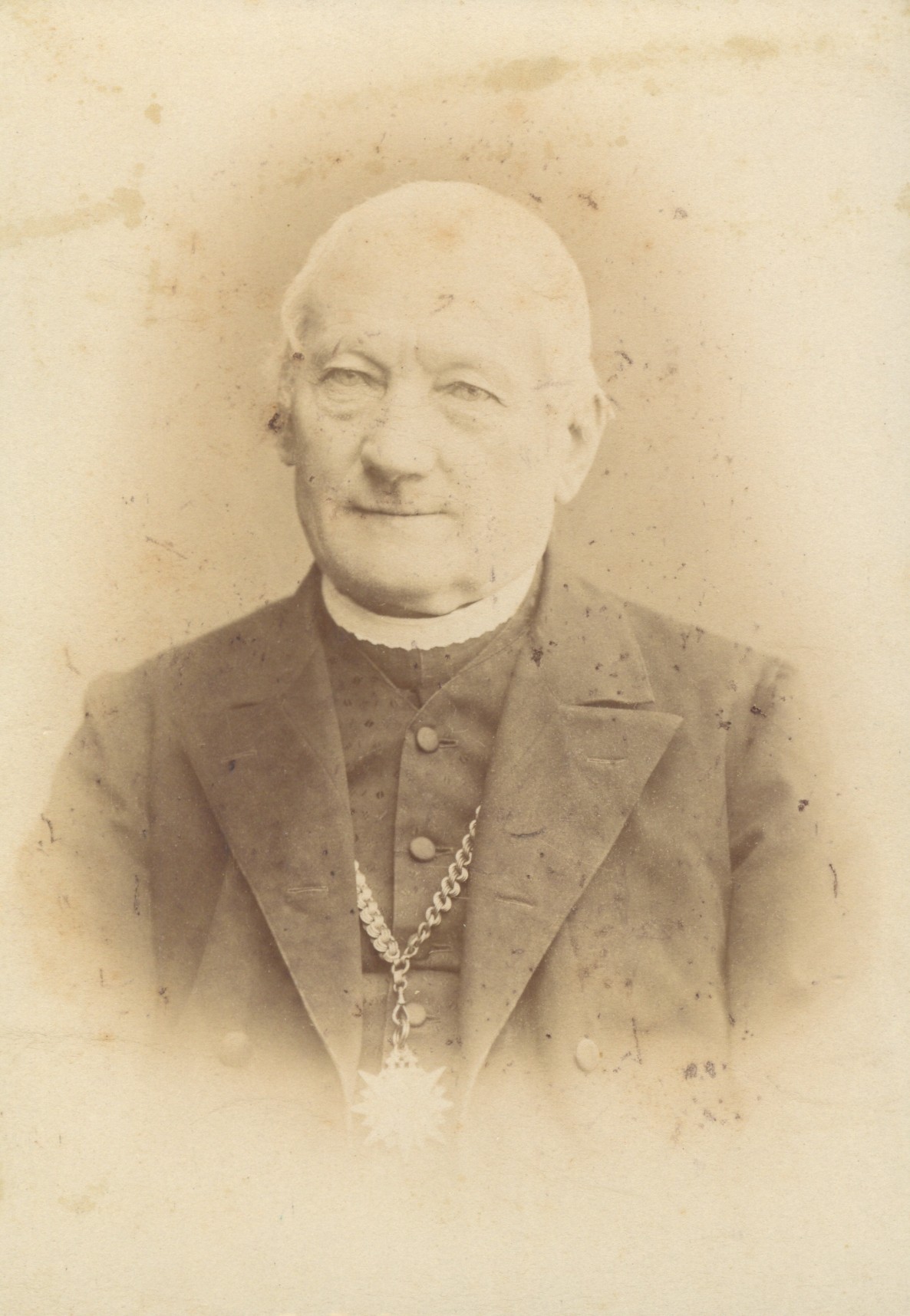
Karel Kerka
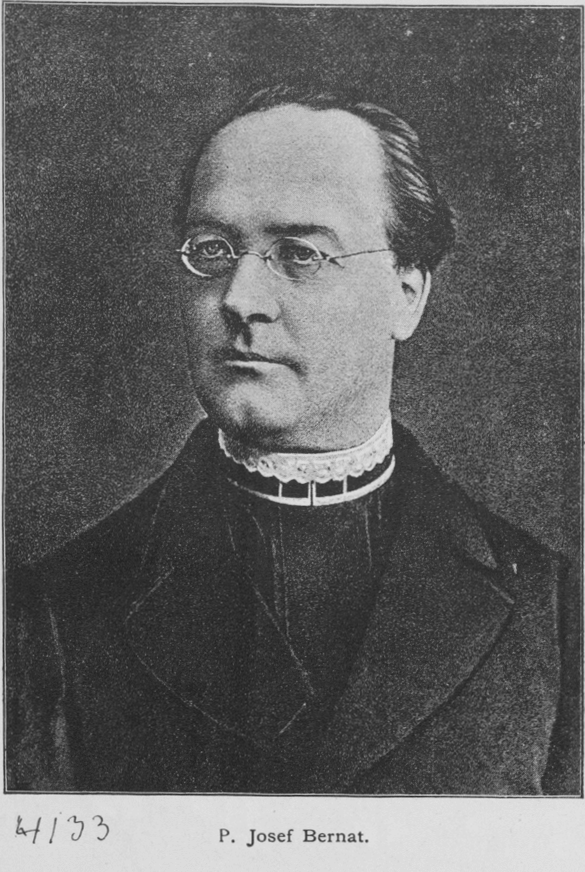
Josef Bernat
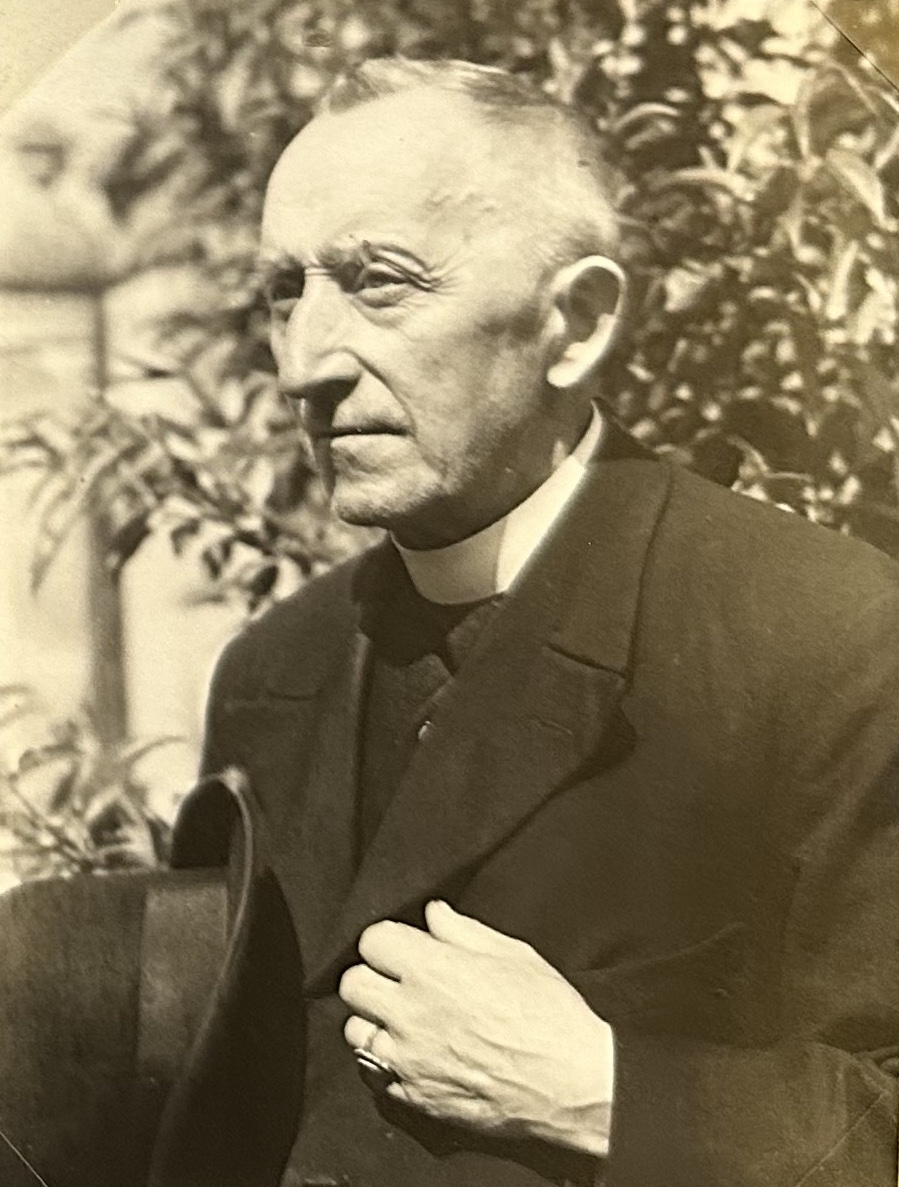
Josef Jan Brunclík
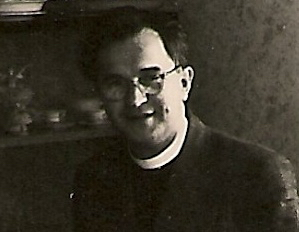
Alois Frajt
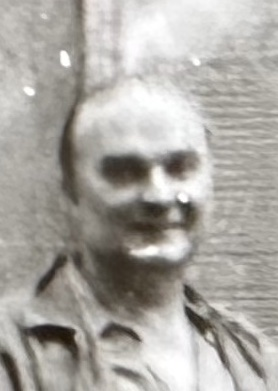
Vratislav Hartman
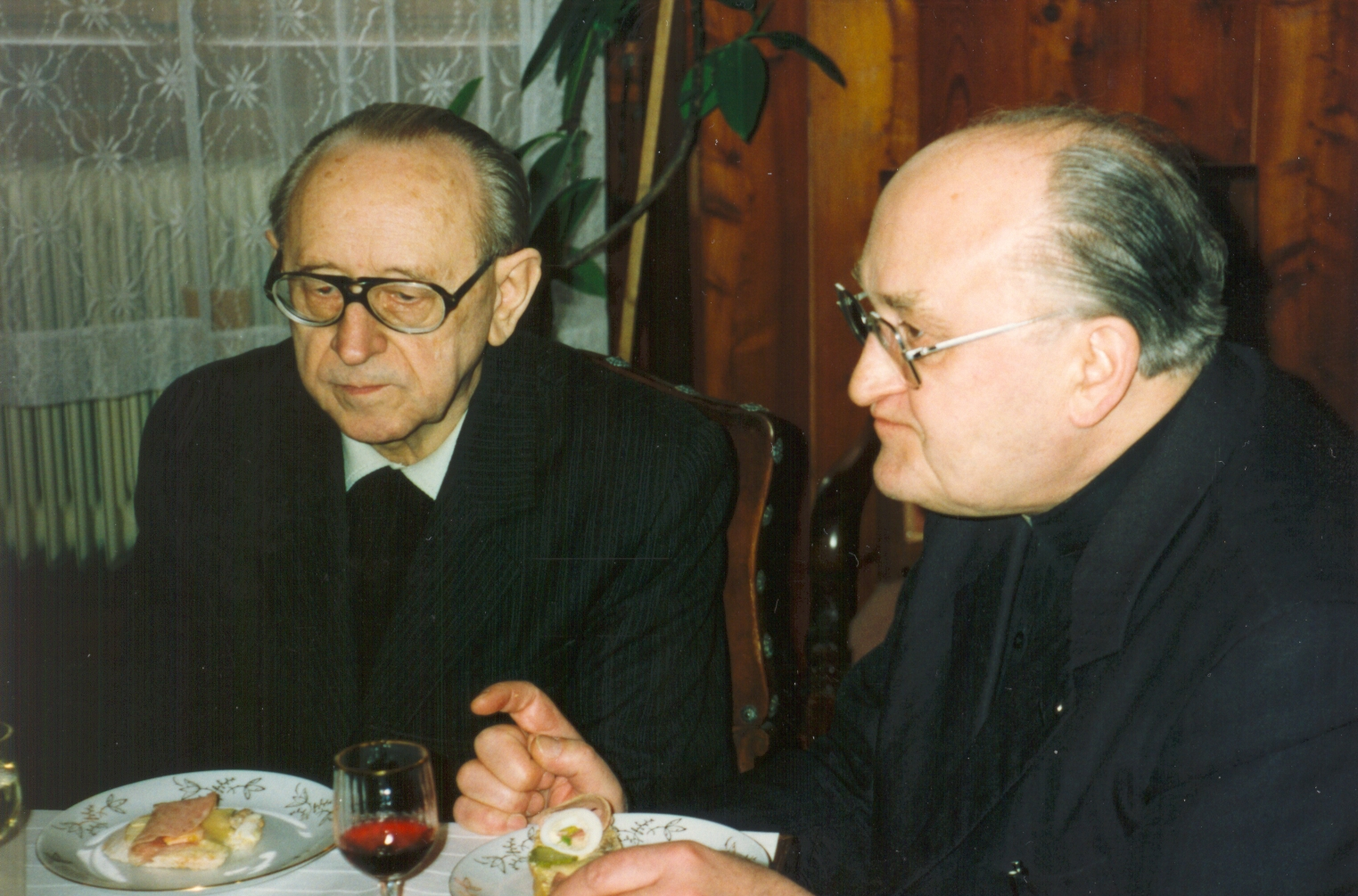
Václav Červinka a Milan Bezděk
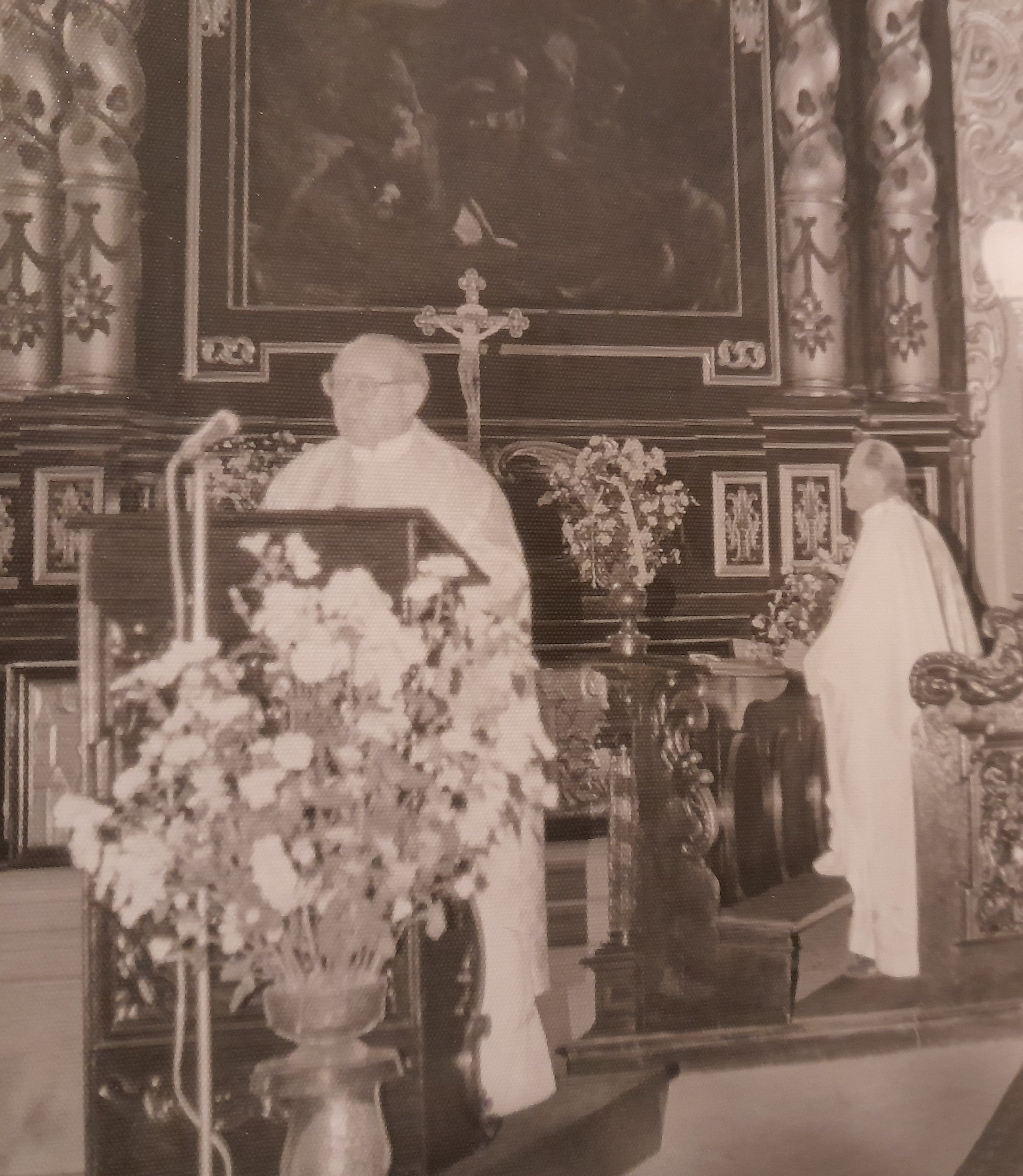
Vladimír Jedlička
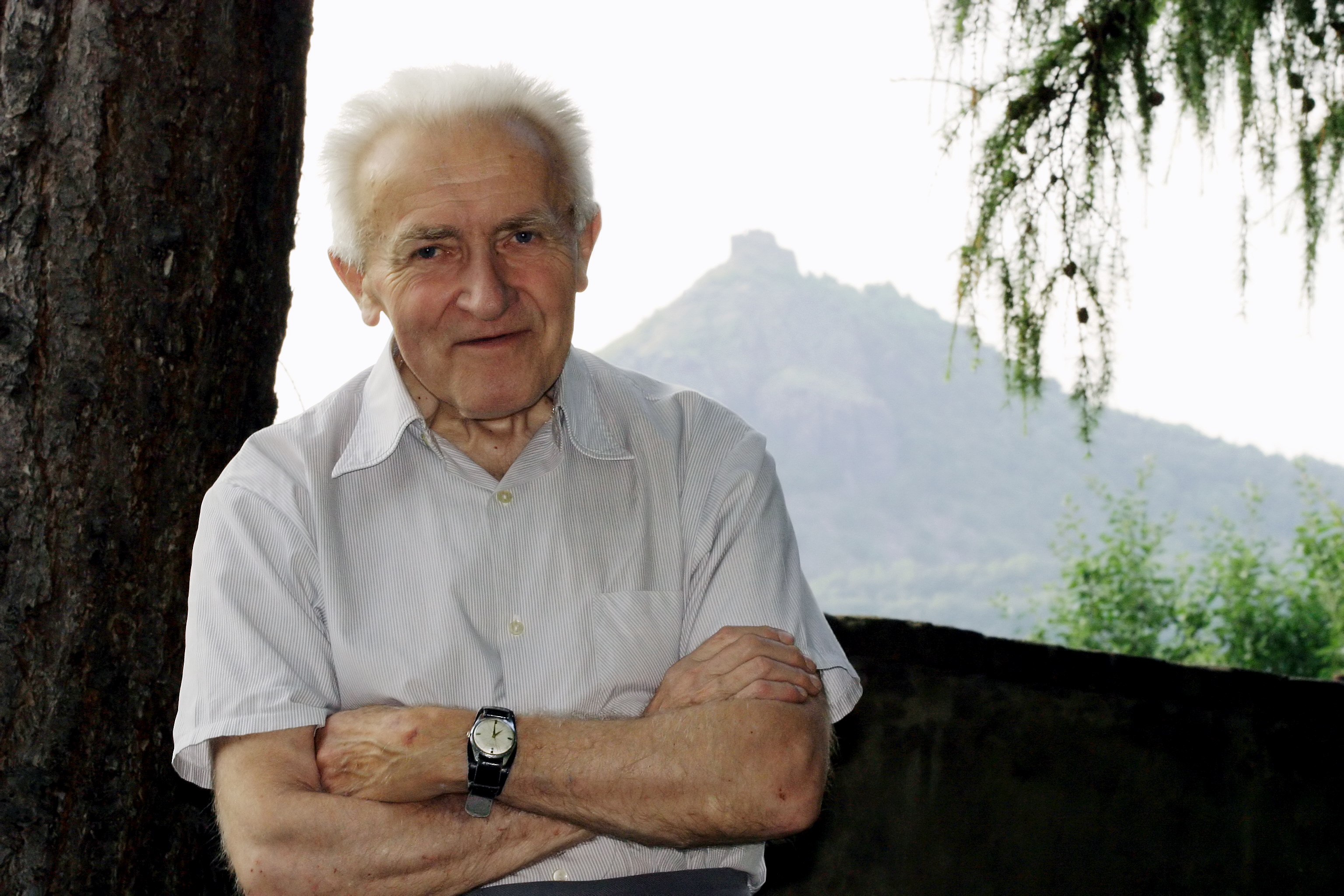
Ladislav Kubíček
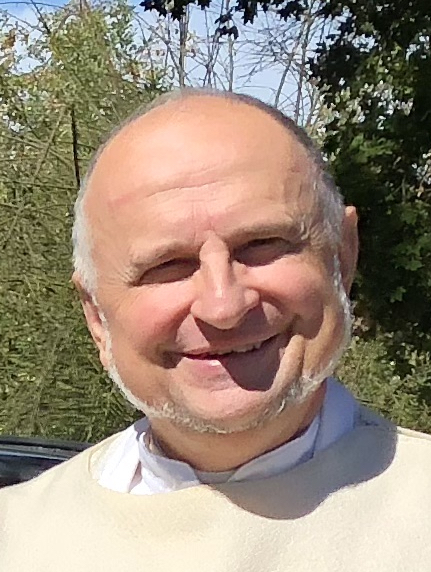
Adrián Zemek
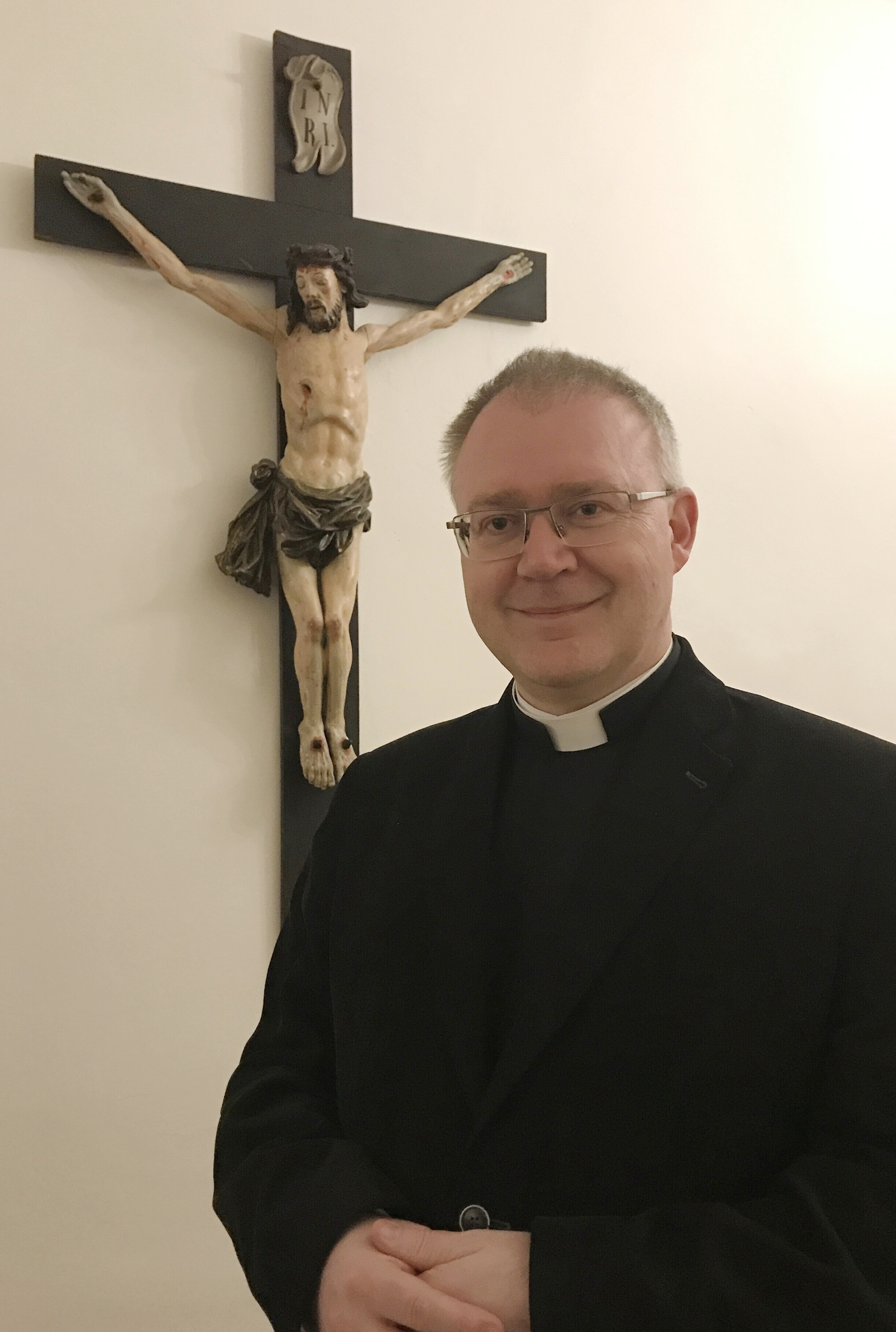
Martin Davídek
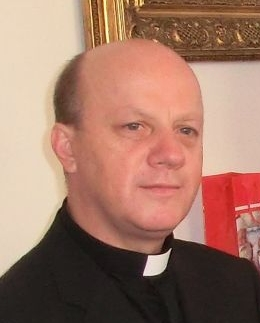
Józef Szeliga

## Území farnosti
Do farnosti náleží území obce:
- Terezín (Theresienstadt[p 1])

## Římskokatolické sakrální stavby na území farnosti
| | Fotografie | Stavba                                            | Místo   | Bohoslužby                      | Zeměpisné souřadnice            | Status       | Číslo kulturní památky           |
| Kostel | Kostel     | Kostel                                            | Kostel  | Kostel                          | Kostel                          | Kostel       | Kostel                           |
| --- | ---------- | ------------------------------------------------- | ------- | ------------------------------- | ------------------------------- | ------------ | -------------------------------- |
| 1. |            | Kostel Vzkříšení Páně                             | Terezín | bližší informace o bohoslužbách | 50°30′40″ s. š., 14°9′4″ v. d.  | farní kostel | 42735/5-2345 (Pk•MIS•Sez•Obr•WD) |
| Oratoř |            |                                                   |         |                                 |                                 |              |                                  |
| 2. |            | Kaple v domově se zvláštním režimem (nám. ČSA 84) | Terezín | bohoslužby podle vnitřního řádu | 50°30′37″ s. š., 14°8′57″ v. d. | oratoř       | 43409/5-2349 (Pk•MIS•Sez•Obr•WD) |
| Některé drobné sakrální stavby a pamětihodnosti lze dohledat zde v databázi Drobné sakrální památky Zaniklé sakrální stavby lze dohledat zde v databázi Poškozené a zničené kostely, kaple a synagogy v České republice |            |                                                   |         |                                 |                                 |              |                                  |

Ve farnosti se mohou nacházet i další drobné sakrální stavby, místa římskokatolického kultu a pamětihodnosti, které neobsahuje tato tabulka.